# Julia Lermontova
Julia Lermontova (en russe : Юлия Всеволодовна Лермонтова, Ioulia Vsevolodovna Lermontova, née 21 décembre 1846 (2 janvier 1847 dans le calendrier grégorien) à Saint-Pétersbourg et morte le 16 décembre 1919 à Moscou, est la première femme russe docteur en chimie. Elle est élue membre de la Société russe de chimie en 1875.

## Jeunesse
Julia Vsevolodovna Lermontova naît le 21 décembre 1846 à Saint-Pétersbourg dans une famille noble. Elle est la fille d'Elisavieta Andreïevna Kossikovski et du général Vsevolod Lermontov (cousin issu de germain du poète russe Mikhaïl Lermontov). Elle passe sa jeunesse à Moscou alors que son père dirige le Corps des Cadets de Moscou. Ses parents font partie de l'intelligentsia moscovite pour laquelle l'éducation des enfants est une priorité. Elle étudie avec des professeurs privés. Sa famille ne comprend pas son intérêt pour la science mais ne la décourage pas ; elle étudie des ouvrages professionnels et réalise des expériences simples à la maison.

## Formation
Lermontova souhaite à l'origine étudier la médecine mais elle découvre rapidement qu'elle ne supporte pas la vue des squelettes ni la pauvreté des patients. Elle postule à l'Université d'Agriculture de Petrovskaia (aujourd'hui, l'Université de Timiriazev), reconnue alors pour son excellent programme de chimie. Bien qu'elle soit soutenue par certains de ses professeurs, sa candidature est finalement rejetée. Elle décide alors de poursuivre ses études à l'étranger. Par l'intermédiaire de sa cousine Anna Evreïnova, elle rencontre Sofia Kovalevskaïa qui a conclu un mariage blanc, seul moyen d'étudier hors de Russie, et qui lui sert de chaperon.
En automne 1869, à 22 ans, Lermontova entre à l'Université de Heidelberg où elle est autorisée d'abord à suivre les cours de Robert Wilhelm Bunsen puis à intégrer son laboratoire. Sur une suggestion de Dmitri Mendeleïev, elle y développe des techniques de séparation des composants du platine. Elle part ensuite à Berlin faire des recherches sous la direction d'August Wilhelm von Hofmann. Elle participe à sa première publication, Ueber die Zusammensetzung des Diphenins. En 1874, elle termine sa thèse Zur Kenntniss der Methylenverbindungen, qui porte sur l'analyse des composés méthyliques, et lui vaut son diplôme de docteur en chimie de l'Université de Göttingen. Elle est diplômée magna cum laude et devient la première femme russe à obtenir un doctorat en chimie.

## Recherches

La réaction de Boutlerov-Eltekov-Lermontova est une réaction de chimie organique qui permet l'ajout de ramifications sur les hydrocarbures.

Après la fin de ses études, elle retourne en Russie et commence à travailler dans le laboratoire de Vladimir Markovnikov à l'Université de Moscou. Alexandre Boutlerov l'invite à le rejoindre à Saint-Pétersbourg où elle étudie l'acide 2-methyl-2-buténoïque.
En 1877, à la mort de son père, elle retourne à Moscou auprès de sa famille et travaille dans le laboratoire de Markovnikov sur le pétrole. Elle est la première femme à travailler dans ce domaine de recherches. Elle développe un outil permettant une distillation continue du pétrole mais il n'est pas ensuite possible de l'adapter à une utilisation industrielle. 
Lors de la conférence de la Société russe de chimie de janvier 1878, A. P. Eltekov rapporte une nouvelle méthode de synthèse d'hydrocarbures de formule CnH2n. Boutlerov note que beaucoup de ces expériences avaient été précédemment menées par Lermontova. Cette découverte devient plus tard intéressante lorsque la synthèse d'hydrocarbures hautement ramifiée est étudiée plus avant pour son intérêt dans la production industrielle de certains types de carburants. Ce processus devint plus tard connu sous le nom de réaction de Boutlerov – Eltekov – Lermontova.
Boutlerov tente de convaincre Lermontova d'accepter un poste d'enseignante aux Cours supérieurs pour femmes, mais elle refuse craignant que sa candidature ne soit rejetée par le ministère de l'éducation. En 1881, elle est la première femme à rejoindre l'Association technique russe.

## Propriétaire terrienne
Elle hérite de la propriété familiale à Semenkovo où elle s'installe définitivement et, à 35 ans, se retire de la chimie. Elle y développe un intérêt pour les sciences agricoles, produisant un fromage qui est vendu dans toute la Russie et l'Ukraine. Au printemps 1889, elle tombe gravement malade d'une double pneumonie. La même année, elle rend visite à Sofia Kovalevskaïa à Stockholm dont elle adopte plus tard la fille, Foufa, après sa mort en 1891.
En 1917, après la révolution d'Octobre, l'État tente de nationaliser la propriété familiale, mais l'intervention d'Anatoli Lounatcharski, alors ministre de l'éducation, lui permet de conserver la propriété. Lermontova meurt en 1919 d'une hémorragie cérébrale. Sofia (Foufa) Kovalevskaïa hérite de sa fortune. 